# Bahnemir
Bahnemīr (farsi بهنمیر) è una città dello shahrestān di Babolsar, circoscrizione di Bahnemir, nella provincia del Mazandaran in Iran. Aveva, nel 2016, una popolazione di 7.906 abitanti.